# Есенгали, Дархан Есенгалиулы
Дархан Есенгалиулы Есенгали (род. 21 февраля 1997 года, Мерке, Жамбылская область) — казахстанский борец вольного стиля. Чемпион Казахстана 2023. Чемпион Азии 2023.

## Спортивные результаты
• VI летняя Спартакиада Казахстана 2023 (Чемпионат страны) —🥇
• Чемпионат Азии по борьбе 2023 —🥇

## Биография
6 февраля 2023 года на VI летней Спартакиаде Казахстана (Чемпионате страны) в полуфинале выиграл Нуркожу Кайпанова. В финале выиграл серебряного призёра Чемпионата мира 2016 Нурлана Бекжанова и впервые в карьере стал чемпионом страны.
14 апреля 2023 впервые в карьере выступил на Чемпионате Азии по борьбе 2023 и стал Чемпионом континента.